# Strumigenys murshila
Strumigenys murshila är en myrart som beskrevs av Bolton 1983. Strumigenys murshila ingår i släktet Strumigenys och familjen myror. Inga underarter finns listade i Catalogue of Life.

## Bildgalleri

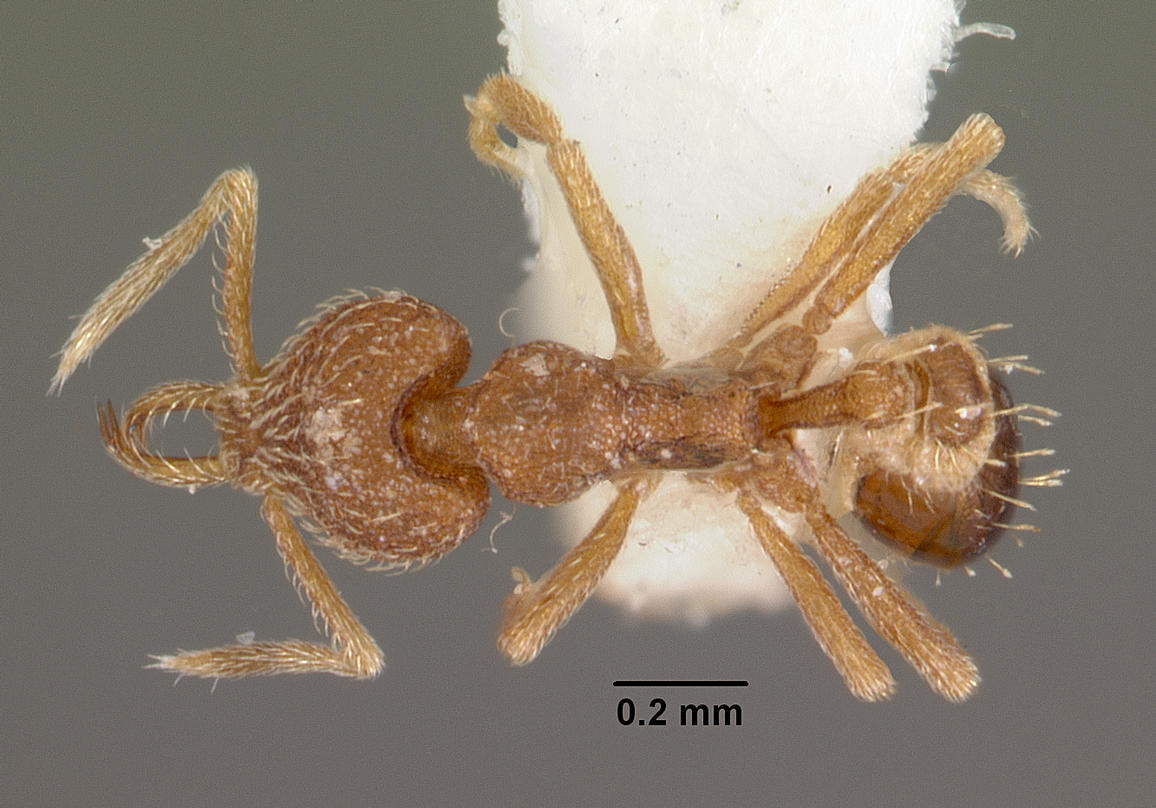
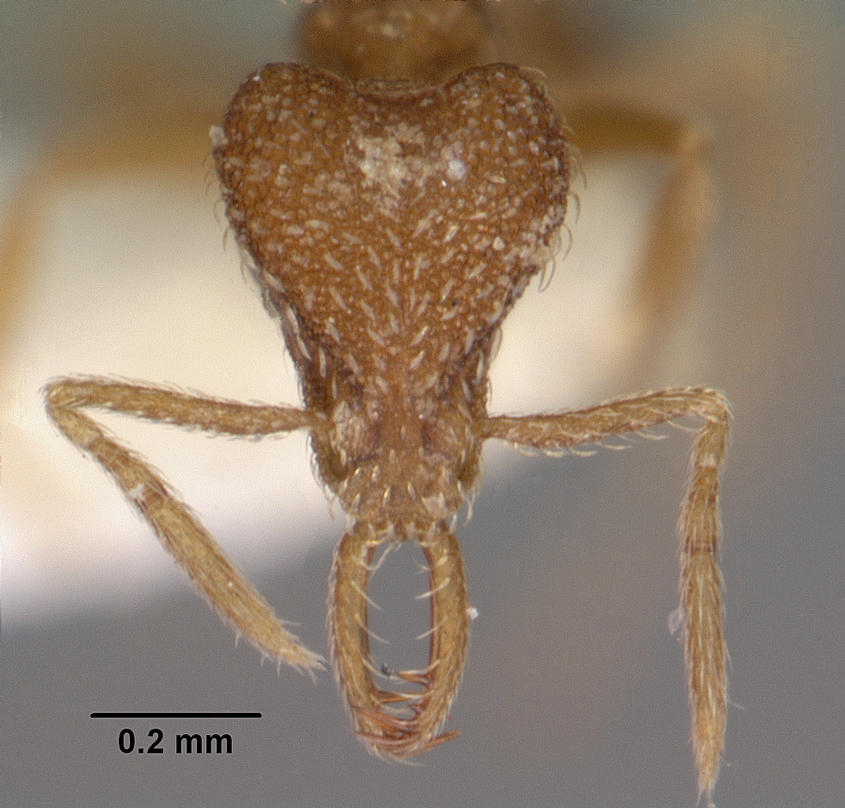
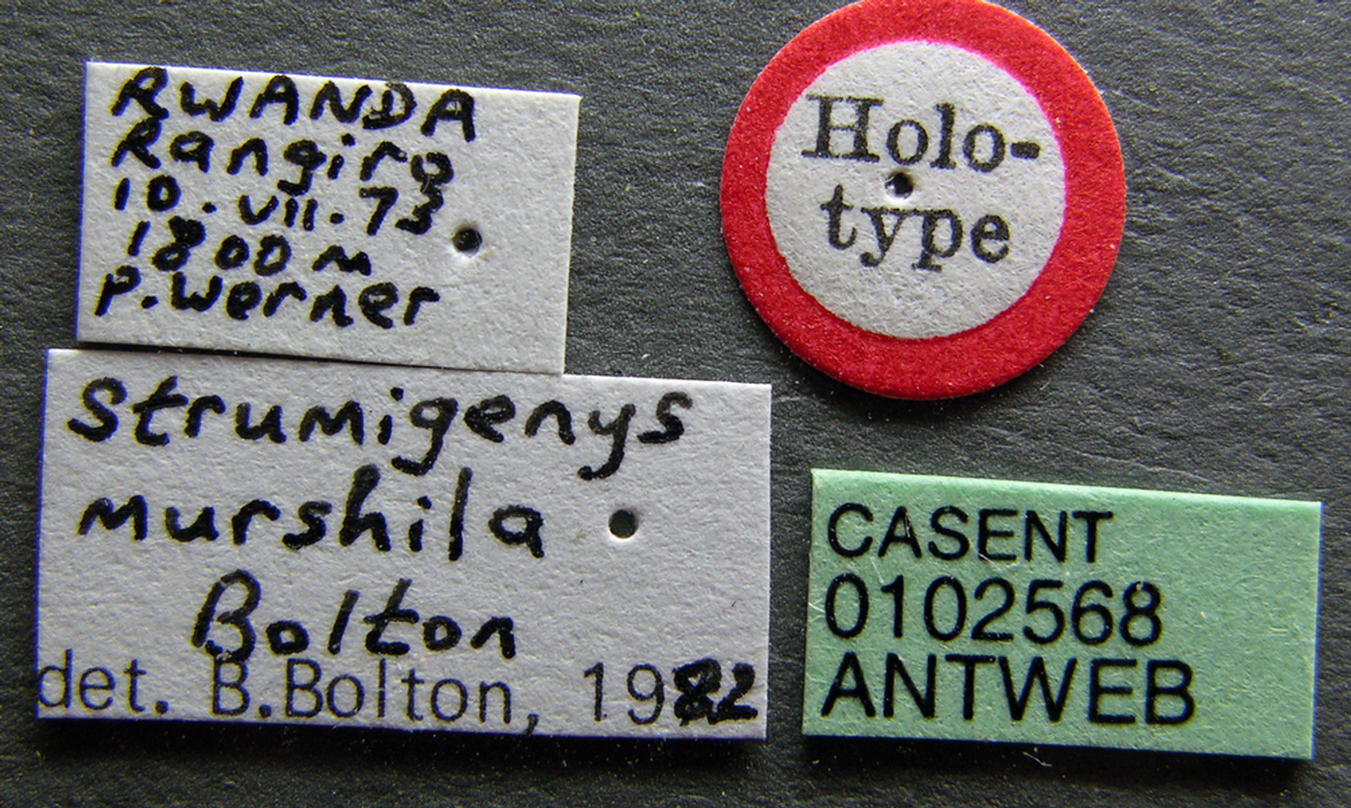
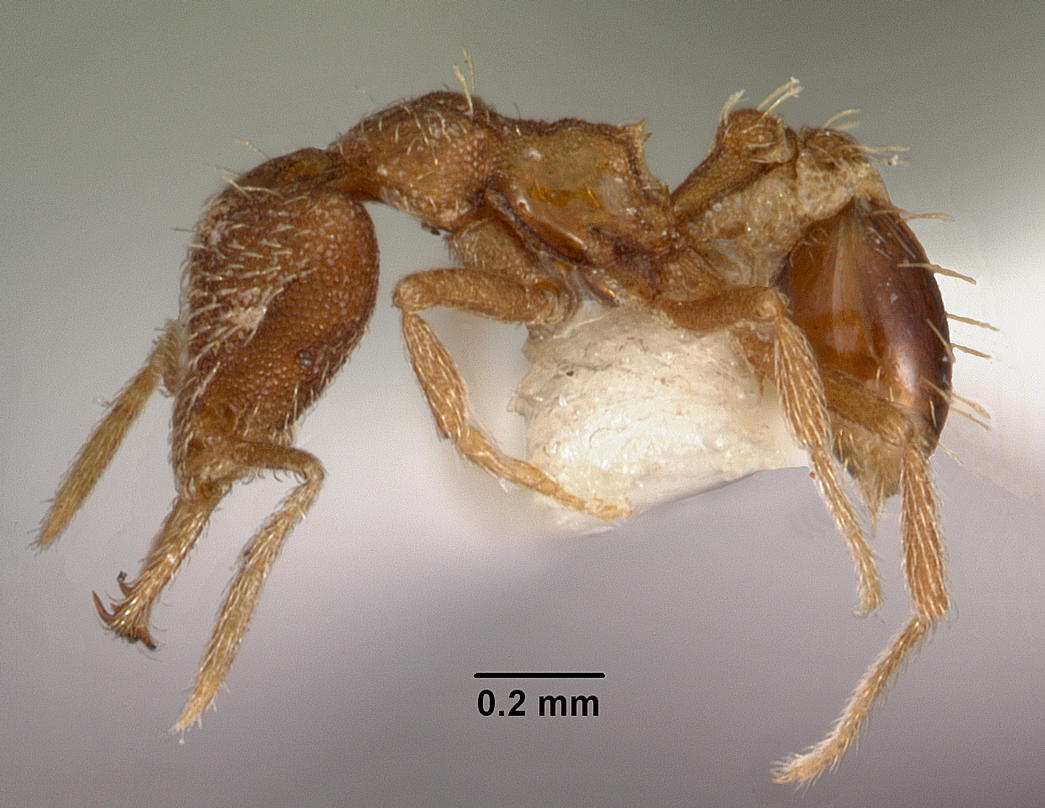